# Georges Brus
Pour les articles homonymes, voir Brus (homonymie).
Georges Antoine Jean Brus (né à Castres le 8 août 1899 et mort le 11 septembre 1974 à Mérignac) est un chimiste bordelais spécialisé en chimie des résines et des terpènes. Il assure la direction de l’Institut du pin à la Faculté des sciences de Bordeaux entre 1934 et 1969 et de l’École de chimie appliquée à l’industrie et à l’agriculture à Bordeaux dans les années 1942-1969. Il devient le doyen de la Faculté des sciences de Bordeaux en 1944, fonction qu’il remplit jusqu’en 1963.

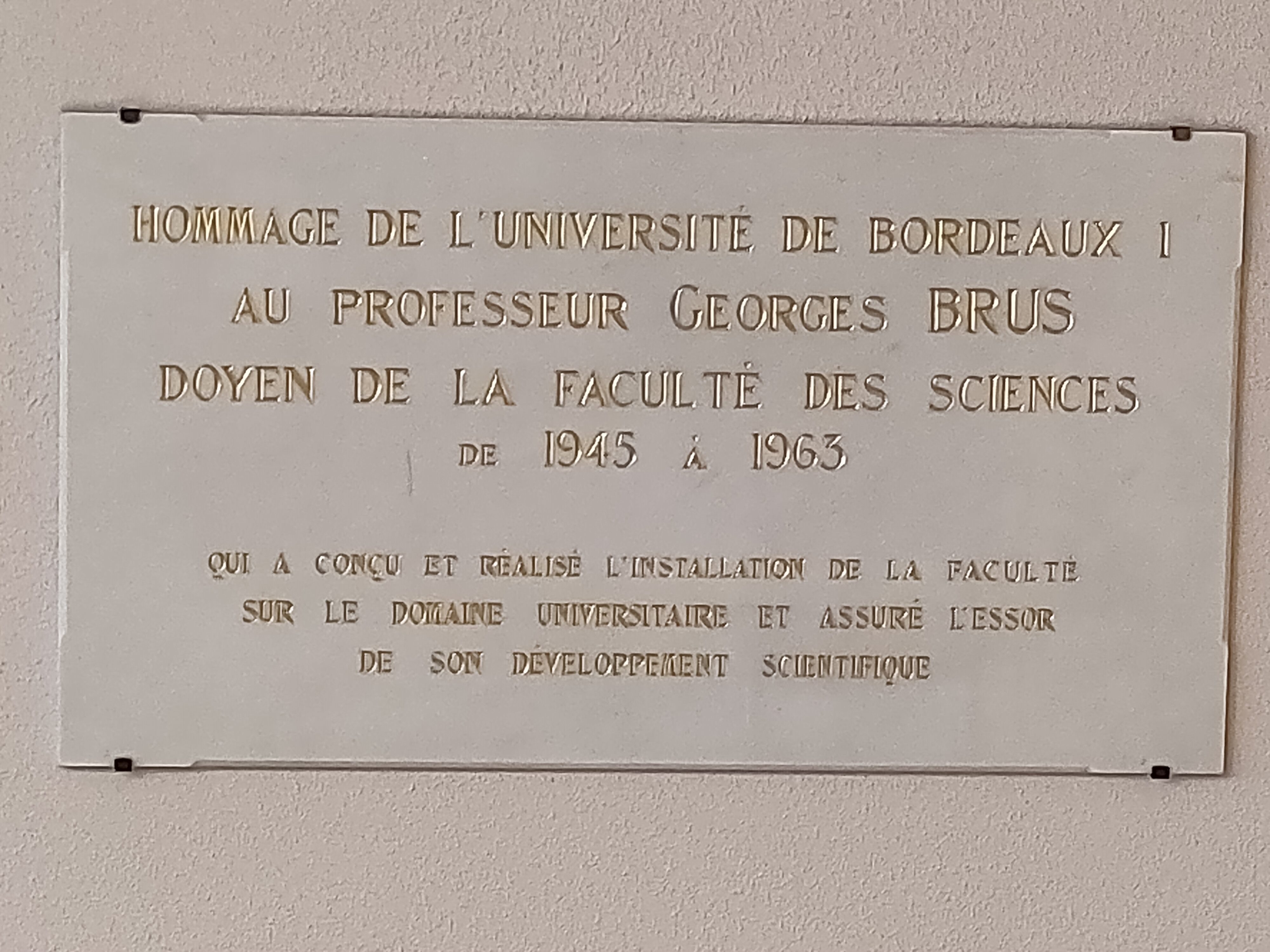
Plaque Georges Brus

Un arrêt de la Ligne B du tramway de Bordeaux situé sur le campus est nommé « doyen Brus » en son honneur.